# چستر (حوزه سرشماری)، ورمانت
چستر (به انگلیسی: Chester) یک منطقهٔ مسکونی در ایالات متحده آمریکا است که در Chester واقع شده‌است. چستر ۳٫۴ کیلومتر مربع مساحت و ۱٬۰۰۵ نفر جمعیت دارد و ۱۸۹٫۸۹ متر بالاتر از سطح دریا واقع شده‌است.